# Ловейко, Иосиф Игнатьевич
Ио́сиф Игна́тьевич Лове́йко (6 [19] февраля 1906, Прохоры, Иманский уезд, Приморская область, Российская империя — 9 сентября 1996, Москва, Россия) — советский, российский архитектор. Главный архитектор Москвы с 1955 по 1960 год. Народный архитектор СССР (1975).

## Биография

### Образование
Родился в крестьянской семье в селе Прохоры (ныне Спасского района Приморского края).
Закончил ремесленное училище, затем поступил на рабфак во Владивостоке. Преподаватели рабфака обратили внимание на его художественные способности и направили его в московский ВХУТЕМАС (с 1926 — ВХУТЕИН, с 1930 разделён на несколько вузов, в том числе — Институт пролетарского изобразительного искусства, Московский архитектурный институт, Художественно-промышленный институт имени Строганова и др.). Он подал документы на архитектурный факультет, который окончил в 1931 году. Куратором его дипломного проекта был архитектор-конструктивист Александр Веснин.

### Начало карьеры
После выпуска начал работать в Стройсекторе ВСНХ РСФСР, а в середине 1930-х перешёл в архитектурно-проектную мастерскую № 5 Моссовета под руководством Даниила Фридмана. В 1934 году разработал проект клуба «Волгостроя», построенный в Рыбинске. Это единственное сооружение, выполненное им вне пределов Москвы. Тогда же молодой архитектор спроектировал первые дома в столице — жилую застройку Котельнической и Гончарной набережных (1934—1937). В соавторстве с Даниилом Фридманом он в 1935-м создал вестибюль станции метро «Дзержинская». Оригинальным стилистическим решением этого сооружения стал двойной арочный портал. В 1937—1939 годах руководил строительством восточного корпуса Воспитательного дома. Тем самым он завершил композицию, предложенную автором проекта Карлом Бланком в середине XVIII века.
Хотя собственный стиль архитектора окончательно ещё не сформировался, на его работы обратил внимание архитектор Каро Алабян в статье «Против формализма, упрощенчества, эклектики», которая вышла в апрельском номере «Архитектуры СССР» в 1936 году. В статье задавались стандарты советского зодчества и одновременно критиковались все «антисоветские» стили. Автор называл недопустимым «упрощенчество-эклектику» и причислил к «упрощенцам» И. Ловейко. Такая оценка повлияла на молодого архитектора, поэтому его работы 1940-начала 1950-х разительно отличаются от ранних.
После начала войны остался в столице, чтобы участвовать в разработке московских оборонительных сооружений.

### Послевоенный период
С 1944 года он снова принялся за проектирование гражданских зданий и в 1946-м возглавил Архитектурно-строительную мастерскую Моссовета. В послевоенное десятилетие разрабатывал проекты в стиле «сталинский ампир». В то время московские высотки с их вертикальной композицией были признаны эталоном, символом «раскрепощения могучих сил» страны. Следуя архитектурной моде, архитектор декорировал главные фасады массивными портиками и колоннадами. В числе подобных его работ — административное здание НКВД СССР (современный адрес — Газетный переулок, 6), жилой дом на Краснопресненской набережной, 2/1, гостиница «Советская».

### Главный архитектор Москвы
В 1955 году его назначили руководителем Архитектурно-планировочного управления Москвы. За пять лет пребывания в должности он продолжил развивать проекты, которые были приняты при его предшественнике Александре Власове. Основной задачей московских властей являлось строительство новых районов на окраине столицы. Именно во второй половине 1950-х произошёл отказ от проектирования отдельных зданий, основной единицей городской застройки стал микрорайон.
Во времена И. Ловейко руководитель начал повсеместное использование новых конструкционных материалов. Так вместо кирпича с 1955 года стали использовать крупные бетонные блоки, а с 1958-го — также и керамзитобетонные панели. Ещё одной особенностью массовой застройки стало ограничение высоты жилых помещений до 2,5 м. В одной частной беседе архитектор признал, что малогабаритные квартиры в «унылых коробках» — только часть проблемы. По его мнению, дома с несущими перегородками и стенами из тонких вибропанелей должны были развалиться через 20 лет. Повлиять на ситуацию он не мог, поскольку на удешевлении строительства настаивал Никита Хрущёв.
На посту главного архитектора Москвы занимался разработкой перспективных магистралей. В 1960 году он заявил о необходимости создания в столице Третьего, Четвёртого и Пятого транспортных колец. Также он предлагал перестроить Садовое кольцо, чтобы избежать пересечения кольцевых и радиальных дорог. Решение этой задачи он видел в создании тоннелей на пересечении улиц. Примечательно, что уже в 1960-м он отмечал необходимость строительства в Москве многоэтажных гаражей-гостиниц для частного автотранспорта.
В 1957—1959 годах принимал участие в двух закрытых конкурсах на проект Дворца Советов, который планировалось построить на Юго-Западе, неподалёку от Главного корпуса МГУ имени Ломоносова. Первый предложенный им проект представлял собой монументальное здание с многоколонным портиком. Особенностью идеи являлась ориентация главного фасада на юг. Жюри раскритиковало композиционное решение: по мнению судей, в подобной ориентировке Дворец выглядел «отвернувшимся» от Москвы и от Университета. Тем не менее, проект был удостоен поощрительной премии.
Во втором туре конкурса архитектор выдвинул проект, в котором проявились идеи его предшественника Александра Власова. Здание с большой площадью остекления представляло собой параллелепипед, лишённый выразительных декоративных элементов. При разработке второго проекта он отошёл от создания внутренней планировки относительно Большого зала. Вместо этого центром композиции он сделал «Зал народов» — форум-амфитеатр, где предполагалось проведение народных собраний и празднеств. Как и идеи других архитекторов, его план был отвергнут.

### Архитектурная мастерская № 2
В 1961 году возглавил архитектурную мастерскую № 2 Управления «Моспроект-1» и оставался на этой должности до выхода на пенсию в 1989 году. Поскольку основным требованием к новым проектам жилой застройки оставалась экономия, дома возводились по типовым проектам, причём для упрощения работы домостроительных предприятий количество типовых проектов сокращалось. В таких условиях архитектор руководил строительством новых московских районов Дегунино (1962—1972), Бибирево (1975—1978) и Лианозово (1975—1978).
Параллельно с 1960-х годов советские архитекторы вернулись к идее функционализма: внешняя форма здания являлась отражением процессов, для которых оно предназначалось. Особенно ярко эта тенденция проявилась при создании общественных учреждений. По этому принципу был построен кинотеатр «Ереван», проект которого архитектор разработал совместно с Николаем Гайгаровым и Всеволодом Тальковским в 1970 году. Амфитеатр главного зала на 1600 мест нависает над клинообразным фойе и малым залом на 300 мест, который располагается в цокольном этаже.
Последним проектом архитектора стал нереализованный Храм-памятник в честь 1000-летия Крещения Руси, предложенный им в 1986 году.
Член-корреспондент Академии художеств СССР (1983). Член Союза архитекторов СССР. Председатель правления Московского отделения Союза архитекторов СССР (1953-1955). Главный редактор журнала «Архитектура и строительство Москвы».
Депутат Верховного Совета РСФСР 5-го созыва. Делегат XXI съезда КПСС. Неоднократно избирался депутатом Московского городского и районных советов.
Умер в Москве 9 сентября 1996 года. Похоронен на Кунцевском кладбище (уч. 10).

## Награды и звания
- Заслуженный строитель РСФСР (1966)
- Народный архитектор СССР (1975)
- Сталинская премия третьей степени (1951) — за архитектуру гостиницы «Советская»
- Премия Совета Министров СССР (1985)
- Орден Ленина
- Орден Октябрьской Революции (5 августа 1986)
- Орден Отечественной войны II степени
- Медаль «В ознаменование 100-летия со дня рождения Владимира Ильича Ленина»
- Медаль «В память 800-летия Москвы»
- Почётный член Российской академии архитектуры и строительных наук[23].

## Память
В Москве, на доме 18, стр. 1 по Новинскому бульвару, где жил Иосиф Ловейко в 1953—1996 годах, установлена мемориальная доска.